# Kalevi Oikarainen
Kalevi Oikarainen, né le 27 avril 1936 à Kuusamo et mort le 14 août 2020 dans la même ville, est un fondeur finlandais.

## Palmarès

### Jeux olympiques
| Épreuve / Édition | Grenoble 1968 | Sapporo 1972 |
| 15 km             | 10e           |              |
| 30 km             | 7e            |              |
| 50 km             |               | DNF          |
| 4 × 10 km         | Bronze        |              |

### Championnats du monde
| Épreuve / Édition | Oslo 1966 | Vysoke Tatry 1970 |
| 50 km             |           | Or                |
| 4 × 10 km         | Argent    |                   |